# Santa Cruz (Zambales)
Santa Cruz is een gemeente in de Filipijnse provincie Zambales op het eiland Luzon. Bij de laatste census in 2010 telde de gemeente bijna 54 duizend inwoners.

## Geografie

### Bestuurlijke indeling
Santa Cruz is onderverdeeld in de volgende 25 barangays:
| - Babuyan - Bangcol - Bayto - Biay - Bolitoc - Bulawon - Canaynayan - Gama - Guinabon - Guisguis - Lipay - Lomboy - Lucapon North | - Lucapon South - Malabago - Naulo - Pagatpat - Pamonoran - Poblacion North - Poblacion South - Sabang - San Fernando - Tabalong - Tubotubo North - Tubotubo South |

## Demografie
Santa Cruz had bij de census van 2010 een inwoneraantal van 53.867 mensen. Dit waren 1.665 mensen (3,2%) meer dan bij de vorige census van 2007. Ten opzichte van de census van 2000 was het aantal inwoners gegroeid met 4.598 mensen (9,3%). De gemiddelde jaarlijkse groei in die periode kwam daarmee uit op 0,90%, hetgeen lager was dan het landelijk jaarlijks gemiddelde over deze periode (1,90%).

De bevolkingsdichtheid van Santa Cruz was ten tijde van de laatste census, met 53.867 inwoners op 438,46 km², 122,9 mensen per km².